# Johan August Wahlberg
Johan August Wahlberg (Lagklarebäck, 9 oktober 1810 - Ngamimeer, Bechuanaland, 6 maart 1856) was een Zweeds natuuronderzoeker en ontdekkingsreiziger. 
Wahlberg studeerde chemie aan de Universiteit van Uppsala vanaf 1829. Later studeerde hij ook bosbouw, agronomie en natuurwetenschappen. Hij studeerde in 1834 af aan het Zweedse bosbouw instituut (Skogsinstitutet). In 1836 werkte hij bij het Generallantmäterikontoret (Landmeetkundig bureau) ,werd hij benoemd tot ingenieur en werd hij docent aan het Zweedse Landmeetkundig College.
Voordat hij afstudeerde, ondernam hij al diverse reizen. In 1832 ging hij mee met de beroemde entomoloog professor Carl Henrik Boheman op een wetenschappelijke expeditie naar Noorwegen en de jaren daarna bezocht hij in  
Zweden en Duitsland diverse bosbouw onderzoeksprojecten. In 1837 werd Wahlberg door het Naturhistoriska riksmuseet (natuurhistorisch museum) in Stockholm gevraagd de taak op zich te nemen om de flora en fauna van Zuid-afrika te verzamelen voor de collecties van het museum. Hij vertrok met een kleine toelage in 1838 naar Kaapstad. Hij verzamelde duizenden dieren, planten en mineralen en naarmate hij meer van deze collecties terugstuurde naar het museum kreeg hij meer middelen om een aantal expedities naar de binnenlanden te ondernemen, die hij bovendien financierde met olifantenjacht en de verkoop van ivoor. Hij reisde in Zuid-Afrika tussen 1838 en 1856 en werd gedood door een gewonde olifant tijdens het verkennen van het Okavango gebied in het hedendaagse Botswana. 
Voor zijn dood in Zweden bekend was, op 8 oktober 1856, werd hij verkozen tot lid van de Koninklijke Zweedse Academie van Wetenschappen, het nieuws van zijn dood had Stockholm nog niet bereikt op dat moment. 

## Taxa
Een aantal vogels wetenschappelijk beschreven door Wahlberg:
- Rüppells trap (Heterotetrax rueppelii), een vogel uit de familie van de trappen (Otididae).
- kustaalscholver (Phalacrocorax neglectus), een zeevogel uit de familie van de aalscholvers (Phalacrocoracidae).
- Namibleeuwerik (Ammomanopsis grayi), een zangvogel uit de familie van de leeuweriken (Alaudidae).
- Meves' langstaartglansspreeuw (Lamprotornis mevesii), een vogelsoort uit de familie Sturnidae.
- Karoospekvreter (Emarginata schlegelii), een zangvogel uit de familie Muscicapidae.

Een aantal diersoorten is naar hem vernoemd: 
- Wahlberg's arend (Hieraaetus wahlbergi) (Sundevall, 1851)
- Wahlberg's Honeyguide, (Bruinrughoningspeurder) (Prodotiscus regulus) (Sundevall, 1850)
- Wahlberg's cormorant (Kustaalscholver) (Phalacrocorax neglectus) (Wahlberg, 1855)
- Wahlbergvleerhond (Epomophorus wahlbergi) (Sundevall, 1846)
- Wahlbergs struikpieper (Arthroleptis wahlbergii) Smith, 1849

## Enkele werken
- Met Wallengren, H. D. J.. Kafferlandets Dag-fjärilar, insamlade åren 1838—1845. Lepidoptera Rhopalocera, in Terra Caffrorum. Annis 1838-1845. K. svenska VetenskAkad. Handl. 2(4): 5—55.(1857). [Zweeds]
- Met Wallengren, H. D. J. (1864). Heterocera-Fjärilar, samlade i Kafferlandet. K. svenska VetenskAkad. Handl. 5(4): 1-83.(1864) [Zweeds]

- Author citation (botany): J.Wahlb.
- Gemeinsame Normdatei: 119415283
- International Standard Name Identifier: 0000 0000 6318 360X
- KulturNav: b86a3abd-3b32-4cae-aa66-bca47c572177
- Library of Congress Control Number: n95005378
- Nationale bibliotheek van Australië: 35409852
- Nederlandse Thesaurus van Auteursnamen: 124302963
- Réseau des bibliothèques de Suisse occidentale: 02-A024958756
- LIBRIS: 312660
- Système universitaire de documentation: 196745683
- Trove: 942588
- Virtual International Authority File: 37726088
- WorldCat: E39PBJf8x9Vdp7yPP9TCKwTj4q